# Rebinea
Rebinea is een geslacht van vlinders van de familie bladrollers (Tortricidae).

## Soorten
- R. balsamodes (Meyrick, 1931)
- R. erebina (Butler, 1883)